# Eisenbahngesetz vom 27. Mai 1908
Das dänische Eisenbahngesetz vom 27. Mai 1908, Gesetz Nr. 156 über neue Eisenbahnanlagen usw. (dänisch Jernbaneloven af 27. maj 1908 - Lov nr. 156 om nye jernbaneanlæg m.v.) war eines der drei großen Eisenbahngesetze Dänemarks von 1894, 1908 und 1918, mit denen Bau und Betrieb der meisten dänischen Privatbahnen genehmigt wurden. Das Gesetz von 1908 enthielt zudem staatliche Eisenbahnbaumaßnahmen. Des Weiteren wurde mit dem Eisenbahngesetz vom 29. März 1924 ein Gesetz erlassen, welches die Bahnstrecken in dem bis zur Volksabstimmung 1920 zu Deutschland gehörende Teil Sønderjyllands – Nordschleswig – betraf.

## Staatsbahnbaumaßnahmen
Mit dem Gesetz wurden folgende Baumaßnahmen der Danske Statsbaner (DSB) festgelegt:
- zweigleisiger Ausbau der Bahnstrecke Nyborg–Strib
- Erwerb und Umbau der Privatbahn Vejle–Give sowie der Bau der Bahnstrecke Herning–Holstebro
- Bau einer Bahnstrecke von Vigerslev über Brøndbyøster und Greve nach Køge (wurde nicht ausgeführt)
- Bau einer Bahnstrecke von Funder über Brande, zwischen Omvraa (Blaahøj) und Filskov sowie von Grindsted nach Bramming
- Bau einer Bahnstrecke von Skjern nach Videbæk
- Bau einer Bahnstrecke von Næstved über Herlufmagle, Glumsø, Sandby, Ringsted, Hvalsø, Skibby, Frederikssund und Slangerup nach Hillerød. Gebaut wurde davon die Strecke Næstved–Frederikssund.

## Privatbahnen
Für den Bau von Privatbahnen enthielt das Gesetz folgende Regelungen:
Bis zum 1. April 1925 konnte der Bau und der Betrieb der folgenden Strecken reserviert werden. Der Staat würde zwischen 40 % und 75 % der jeweiligen Baukosten für die Strecken bezahlen. Dazu galt bis zum 1. Januar 2008, dass der Staat bei Zahlung einer Entschädigung jede Strecke 25 Jahre nach der Eröffnung übernehmen konnte.
Wenn nicht anders definiert, sollten die Strecken in Normalspur gebaut werden. Dies galt auch für die Verlängerungen der beiden Schmalspurbahnen von Horsens nach Tørring und Bryrup. Es gab keine Notwendigkeit, die alten und die neuen Streckenteile gemeinsam zu betreiben. Eine Möglichkeit, um die Strecken gemeinsam zu betreiben, wäre gegeben, wenn die neuen Streckenteile als Schmalspurbahnen gebaut werden würden. Dies müsste jedoch vom Ministerium genehmigt werden. Eine Lösung für diese Fälle gab es erst mit dem Eisenbahngesetz von 1918, in dem festgelegt wurde, dass die beiden Schmalspurbahnen auf Normalspur umgebaut werden.
Das Eisenbahngesetz von 1908 enthielt eine Reihe von geplanten elektrifizierten Bahnen, vor allem in Jütland. Im Eisenbahngesetz von 1918 wurden diese Projekte teilweise annulliert oder teilweise durch „gewöhnliche Eisenbahnen“ ersetzt. Gebaut wie beschlossen wurde nur die Vestsallingbane.
Von den aufgeführten 51 privaten Eisenbahnprojekten wurden 35 abgeschlossen, drei nur teilweise gebaut und zwei mit dem Eisenbahngesetz von 1918 geändert.

### Privatbahnprojekte
Nicht ausgeführte Projekte sind kursiv dargestellt.

a) auf den Inseln:
1. von Hornbæk nach Gilleleje
2. von Helsinge nach Tisvildeleje
3. von Gilleleje zu einem Punkt an der Helsinge–Tisvildeleje banen – wurde nicht ausgeführt
4. von Vanløse nach Jyllinge – wurde nicht ausgeführt
5. von Roskilde zu einem Punkt an der Hvalsø–Frederikssund banen – wurde nicht ausgeführt
6. von Frederiksværk nach Hundested
7. von Hørve nach Værslev
8. von Køge nach Kværkeby – übertragen aus dem Eisenbahngesetz von 1894, dort als Strecke Køge–Borup, 1913 geändert nach Ringsted oder Kværkeby – gebaut wurde die Strecke Køge–Ringsted
9. von Karrebæksminde nach Næstved – übertragen aus dem Eisenbahngesetz von 1894 – wurde nicht ausgeführt
10. von Præstø nach Mern, mit einer möglichen Fortsetzung zu einem Punkt an der Strecke Masnedsund–Kalvehave (Voraussetzung war der gemeinsame Betrieb mit der Strecke Næstved–Præstø oder Kalvehavebanen) – die Fortsetzung zur Kalvehavebane wurde nicht gebaut
11. von Møns Klint nach Stege, eventuell nach Hårbølle – übertragen in das Eisenbahngesetz von 1918, dort dann mit einer Zweigstrecke nach Koster – wurde nicht ausgeführt
12. von Nysted über Nykøbing Falster nach Stubbekøbing
13. von Nakskov nach Kragenæs
14. Schmalspurbahn von Rønne über Klemensker und Rø nach Allinge
15. Schmalspurbahn von Almindingen über Østermarie nach Gudhjem
16. von Odense oder einem Punkt an der Nordfynske Jernbane nach Nørre Aaby oder Middelfart mit einer Zweigstrecke von Brenderup nach Bogense – gebaut wurden die Strecken Odense–Brenderup–Middelfart und Brenderup–Bogense
17. von Dalby nach Martofte (mit der Forderung des gemeinsamen Betriebes mit der Strecke Odense–Kerteminde–Dalby)
18. von Faaborg zu einem Punkt an der Ringe–Faaborg Banen und nach Svendborg oder einem Punkt an der Bahnstrecke Odense–Svendborg zwischen Svendborg und Sørup – gebaut wurde die Strecke Katterød–Svendborg
19. von Rudkøbing nach Bagenkop mit Zweigstrecke nach Spodsbjerg

b) auf Jylland:
1. von Hjørring über Løkken nach Aabybro
2. von Hjørring nach Dybvad oder Hørby – gebaut wurde die Strecke Hjørring–Hørby
3. von Vodskov nach Dybvad oder Østervrå – gebaut wurde die Strecke Vodskov–Østervrå
4. von Ålbæk über Tversted nach Hjørring, eventuell mit Zweigstrecke von Vellingshøj nach Hirtshals – gebaut wurde nur die Strecke Hjørring–Vellingshøj–Hirtshals
5. von Asaa über Ørsø nach Dronninglund oder Asaa–Dronninglund (mit der Forderung des gemeinsamen Betriebes mit der Strecke Nørresundby–Sæby–Frederikshavn) – wurde über Ørsø gebaut
6. von Aars nach Hvalpsund
7. von Nykøbing Mors über Solbjerg nach Vilsund mit Zweigstrecke nach Sejerslev, eventuell Feggesund und von Nykøbing Mors über Karby nach Næssund mit Zweigstrecke nach Øster Assels – die Strecke nach Karby (jetzt aber eventuell nach Næssund) blieb – übertragen in das Eisenbahngesetz von 1918, der nördliche Streckenteil wurde gestrichen, weil er als Staatsbahn vorgeschlagen wurde – keine der Strecken wurde gebaut
8. von Ringkøbing über Ølstrup und Brejning nach Nørre Omme – gebaut wurde die Strecke Ringkøbing–Ørnhøj
9. von Randers–Hobro banen nach Mariager, eventuell weiter nach einem Punkt an der Bahnstrecke Randers–Hadsund – gebaut wurde nur die Strecke Fårup–Mariager
10. von Ryomgård nach Gjerrild, eventuell nach Grenaa – wurde einschließlich der Verlängerung nach Grenaa gebaut
11. Elektrische Bahn von Randers nach Aarhus – wurde nicht ausgeführt
12. Elektrische Bahn zwischen Hornslet und der Elektrischen Bahn Randers–Aarhus – wurde nicht ausgeführt
13. Elektrische Bahn von Hornslet–Torup Pakhus von Torup Pakhus über Kalø Vig nach Hornslet  – wurde nicht ausgeführt
14. Elektrische Bahn von Skive nach Vestsalling – übertragen in das Eisenbahngesetz von 1918, geändert in eine gewöhnliche Bahnstrecke mit Endpunkt Rødding
15. von Rødkærsbro nach Kjellerup
16. von Hammel nach Thorsø an der Langå–Silkeborg banen
17. von Bryrup nach einem Punkt an Funder–Bramming banen – übertragen in das Eisenbahngesetz von 1918, geändert in Strecke von Bryrup nach Silkeborg
18. von Tørring über Tinnet Vesterlund nach Thyregod
19. Elektrische Bahn von Randers nach Viborg – wurde nicht ausgeführt
20. Elektrische Bahn von Silkeborg über Ans und Tange nach einem Punkt an Randers–Viborg banen – wurde nicht ausgeführt
21. von Nørre Nebel nach Tarm (mit der Forderung des gemeinsamen Betriebes mit der Strecke Varde–Nørre Nebel)
22. von Vandel nach Grindsted
23. von Tistrup nach Grindsted – gebaut wurde die Strecke Varde–Grindsted
24. von Troldhede über Sønder Omme, Grindsted und Bramdrup nach Kolding mit Zweigstrecke nach Vejen
25. Schmalspurbahn von Kolding über Hejls nach Hejlsminde – gebaut in Normalspur
26. Schmalspurbahn von Kolding nach Taps – gebaut in Normalspur
27. Schmalspurbahn von Vamdrup über Ødis-Bramdrup und Ødis nach Taps – gebaut in Normalspur
28. Schmalspurbahn von Ribe nach Osten zur Landesgrenze (Gelsbro) – wurde nicht ausgeführt
29. eine Strecke von Holsted station nach Holsted by – wurde nicht ausgeführt
30. Elektrische Bahn von einem Punkt an Ryomgård–Gjerrild banen (Laen) nach Allingåbro – wurde nicht ausgeführt
31. Elektrische Bahn von Allingåbro über Ørsted nach Holbæk, eventuell nach Udby und eventuell eine Zweigstrecke nach Voer-Mellerup Færgested – wurde nicht ausgeführt
32. Elektrische Bahn von Randers nach Mellerup – wurde nicht ausgeführt